# 人工生命
人工生命（英语：Artificial life），指通过人工模拟生命系统，来研究生命的领域，是由人工智慧產生的概念。最先由计算机科学家克里斯托弗·兰顿于1987年在洛斯阿拉莫斯国家实验室召开的“生成以及模拟生命系统的国际会议”上提出。

## 概论

### 该领域的本质
虽然人工生命（AL）领域与人工智能（AI）领域的确有明显的重叠区，但他们有截然不同的初衷和演生史。以研究是否以及如何实现模拟智能的人工智能研究，早在计算机诞生后的初期就已经兴起；然而以试图澄清自然行为的本质的人工生命的研究者们，可以说一直不知其他人在做类似的工作而孤军作战。直到80年代末，这个领域才正式的诞生。

### 两种主导观念
强人工生命：主张“生命系统的演化过程，是一个可以从任何特殊媒介物中抽象出来的过程”（约翰·冯·诺伊曼）。值得注意的是，Tom Ray在Tierra模拟试验中第一次展示了：进化过程在有着抢占计算机存储空间之争的计算机程序的某种群体中极易发生。
弱人工生命：认为透过非碳基“生命过程”的生成是不可能的；他们的研究不是去模拟这一过程，而是试图去理解单个的现象。通常通过基于因子的模型进行研究，它通常可提供最简的可能结论，就是：我们不知道自然界中的什么生成了这种现象，但是它的生成可以很简单。

### 发展现状
这个领域需要运用很多计算机程序与计算机模拟，包括进化计算、进化算法（EA）”、遗传算法（GA）”、遗传编程（GP）”、群體智能（SI）、蟻群優化（ACO）、人工化学（AC）、個體為本模型和细胞自动机（CA）。这些领域通常被视作AL的亚领域，这些领域的论题以及其他一些暂时未归于其他领域的相关技术问题，在他们独立门户之前，也是在人工生命的会议上讨论的。
在很多如语言学、物理学、数学、哲学、计算机科学、生物学、人类学，以及社会学等学科中，有争议的非常规的计算性以及理论性的尝试也可以在这里讨论。这是一个曾在历史上有争议的领域，約翰·梅納德·史密斯（John Maynard Smith）在1995年曾批判部分AL工作为“脱离事实的科学”，此外人工生命也没有广泛的得到生物家们的注意。然而，近来相关论文在读者面广泛的《科学》和《自然》上的发表，证明这一领域的技术，至少作为研究进化的一个方法，正在被主流接受。

### 被模拟的生命系统特性和能力
人工生命是借助计算机以及其他非生物媒介，实现一个具有生物系统应有特征的过程或系统。这些可实现的生物系统具有的特征包括：
- 繁殖可以通过数据结构在可判定条件下的翻倍实现。同样，个体的死亡，可以通过数据结构在可判定条件下的删除实现；有性繁殖，可通过组合两个个体的数据结构特性的数据结构生成的方式实现。
- 进化可通过模拟突变，以及通过设定对其繁殖能力与存活能力的自然选择的选择压力实现。
- 信息交换与处理能力模拟的个体与模拟的外界环境之间的信息交换，以及模拟的个体之间的信息交换，即模拟社会系统。
- 决策能力通过人工模拟脑实现。可以以人工神经网络或其他人工智能结构实现。

## 其他
商业上，人工生命还被引入计算机游戏领域，如电脑游戏Creatures。在这个游戏中，可以产生原始的有学习能力的、有遗传物质和代谢的人工生命。相关游戏还有Tamagotchi。
著名模型有Tom Ray的Tierra模型和约翰·何顿·康威的生命游戏。
此外还有蠕虫病毒和计算机病毒。这些程序同时具有复制和进化特性，而计算机病毒已经发展到了具有原始的信息交换功能。然而，决策能力仍然未在这些自行传播的代码中发现。
码云有一个"人工生命"项目，它通过电脑模拟，证实了完全随机分布的神经元，生物可以进化出眼睛和运动器官，进行“自主”找食行为。这是一个可视化计算机模拟程序：https://gitee.com/drinkjava2/frog （页面存档备份，存于）